# Eurydike (Ilos)
Eurydike (altgriechisch Εὐρυδίκη Eurydíkē) ist in der griechischen Mythologie die Tochter des Adrastos. 
Sie war mit Ilos, König von Troja, dem ältesten Sohn des Tros, verheiratet. Mit ihm zeugte sie Laomedon, der seinem Vater später als König von Troja nachfolgte, und Themiste oder Themis, die Großmutter des Aineias.